# 1891 en rugby à XV
Les faits marquants de l'année 1891 en rugby à XV

## Événements

### Janvier
- C'est la neuvième édition du tournoi, le tournoi britannique de rugby à XV 1891, qui est complet. L'Écosse remporte le tournoi avec trois victoires sans concéder de défaite, soit une Triple Couronne.

| 3 janvier à Newport | Pays de Galles | 3 - 7 | Angleterre |

### Février
| 7 février à Dublin    | Irlande | 0 - 9  | Angleterre     |
| 7 février à Édimbourg | Écosse  | 15 - 0 | Pays de Galles |
| 21 février à Belfast  | Irlande | 0 - 14 | Écosse         |

### Mars
| 7 mars à Llanelli | Pays de Galles | 6 - 4 | Irlande |
| 7 mars à Richmond | Angleterre     | 3 - 9 | Écosse  |

### Avril
- 18 avril : premier match de rugby opposant un club français (Stade français) et un club anglais (Roslyn Park). Les Anglais s'imposent 21 à 0.

### Mai
- 19 mai : premier match de rugby en France opposant le Racing club de France et le Stade français. Le Stade s'impose 3 à 0.

### Récapitulatifs des principaux vainqueurs de compétitions 1890-1891
- Le Lancashire est champion d'Angleterre des comtés.